# Gud Fader
 Denne artikel omhandler en af de tre personer i treenigheden. For andre aspekter ved guddommelige faderskikkelser, se Gud.
Faderen, eller Gud Fader eller Vorherre, er i de dominerende retninger indenfor kristen teologi en af de tre personer i treenigheden og for alle kristne et navn på Gud.
I kristendommen har ideen om Gud som far en helt speciel betydning. I tillæg til at være den, som skabte verden og opholder den, er han Jesu Kristi far, og Jesus er i en speciel betydning hans enbårne (dvs. eneste fødte) søn. 
Gennem Kristus opfattes han af de fleste kristne også som en far i en personlig forstand for alle døbte. I Matthæusevangeliet siger Kristus: "Alt har min Fader overgivet mig, og ingen kender Sønnen undtagen Faderen, og ingen kender Faderen undtagen Sønnen og den, som Sønnen vil åbenbare ham for." Dette skriftsted tolkes i de dominerende retninger indenfor kristen teologi som et tegn på, at faderskabet er en iboende del af Guds natur og et evigvarende forhold. Dette faderforhold blev af Kristus styrket gennem bønnen, idet Jesus lærte disciplene Fadervor, hvor man henvender sig til Gud som til en faderskikkelse.
Gud Fader skal dog ikke opfattes som et kønsligt begreb, idet Gud som sådan er udover den slags opdelinger, og også sine steder i Bibelen omtales i kvindelige termer.